# Jon Cedar
Jon Cedar (* 22. Januar 1931; † 14. April 2011 in Tarzana, Los Angeles, Kalifornien) war ein US-amerikanischer Schauspieler.

## Leben
Jon Cedar war vor allem in den frühen 1960er-Jahren bis ins frühe 21. Jahrhundert in Hollywood schauspielerisch tätig. Er wirkte insbesondere in der US-amerikanischen Fernsehserie Ein Käfig voller Helden als Gefreiter Karl Langenscheidt mit.
Jon Cedar starb am 14. April 2011 im Alter von 80 Jahren an Leukämie.

## Filmografie (Auswahl)
- 1965–1971: Ein Käfig voller Helden (Hogan’s Heroes) (Fernsehserie, 17 Episoden)
- 1966–1968: Kobra, übernehmen Sie (Mission: Impossible) (Fernsehserie, 3 Episoden)
- 1973: Little Cigars
- 1973, 1975: Barnaby Jones (Fernsehserie, 2 Episoden)
- 1974: Foxy Brown
- 1975: Abenteuer im Weltraum (Stowaway to the Moon) (Fernsehfilm)
- 1975: Kojak – Einsatz in Manhattan (Kojak) (Fernsehserie, 1 Episode)
- 1976: Starsky & Hutch (Starsky and Hutch) (Fernsehserie, 1 Episode)
- 1977: Panik in der Sierra Nova (Day of the Animals)
- 1978: Unternehmen Capricorn (Capricorn One)
- 1979: Airport ’80 – Die Concorde (Airport ’80 – The Concorde)
- 1979: Der unglaubliche Hulk (The Incredible Hulk) (Fernsehserie, 1 Episode)
- 1985: Noch Fragen Arnold? (Diff’rent Strokes) (Fernsehserie, 1 Episode)
- 1988: FBI Academy (Feds)
- 1988–1990: Matlock (Fernsehserie, 2 Episoden)
- 1994: Body Shot – Ums nackte Überleben (Body Shot)
- 1997: Asteroid – Tod aus dem All (Asteroid)
- 1997: Der Psycho-Mörder (Murder in Mind)